# 実在性ミリオンアーサー
『実在性ミリオンアーサー』（じつざいせいミリオンアーサー、Jitsuzai-Sei Million Arthur）は、2014年10月3日から2015年3月28日まで、tvk・KBS京都他で放送されていたバラエティ番組、及び『拡散性ミリオンアーサー』での出来事を描く実写形式の2.5次元ドラマ。

## 概要
スクウェア・エニックスのオンラインカードバトルゲーム『拡散性ミリオンアーサー』を原作として「拡散性ミリオンアーサーの世界が実在したら？！」をコンセプトに制作されたドラマバラエティ番組であり、制作にはかつて独立局で放送され人気を集めた『戦国鍋TV 〜なんとなく歴史が学べる映像〜』のスタッフが数多く参加している。
出演者は全て女性の「ガールズエンターテイメント」としているが、登場人物の性別は『拡散性ミリオンアーサー』を準拠としており、男性キャラクターは男性の設定のまま女性が演じている形式となる。
インターネット上ではYouTube及びニコニコ動画などでも配信。youtubeではドラマバラエティと記載した上でエンターテイメントのカテゴリで配信しているが、ニコニコ動画やGYAO!ではアニメのカテゴリで配信された。
ナレーションには銀河万丈、清川元夢、沢田敏子、清水秀光、脇坂京子も参加。
本作品では「Britain Music」として各回一曲ずつ出演者が歌うシーンが登場し、原作を踏襲しながらシリアスとギャグで構成されている。本編ストーリーの箸休めとして度々登場する「スナック3姉妹」の回を除いた次回予告では他作品のパロディなども混ぜた嘘予告も展開。
また、劇中歌である「王のUTSUWA」の歌詞を始め、「UTSUWA」というワードが本作の代名詞と評され、アニメ流行語大賞2014で第10位に選ばれた。
2015年4月1日、PS Vita版またはDS版『拡散性ミリオンアーサー』ではエイプリルフールの期間限定として実在性ミリオンアーサーに登場するキャストが「実在型（実写Ver.）」としてカード化され実際にバトルでも使用する事が可能となっていた。また、拠点の画面ではサポートキャラが実写の立ち絵に変わり、実在性の様々な人物が数時間ごとに入れ替わって小ネタを披露するジャックイベントが行なわれていた。
2015年5月24日にはBDまたはDVD全4巻の購入者から抽選で招待されるライブイベント「Britain Music Live」が開催され、その様子は後にDVD化されている。
公式のファン呼称として「UTSUWA者（うつわもの）」「国民ベイベー」がある。

## 登場人物
基本的な設定は『拡散性ミリオンアーサー』準拠となっているため、この項目では主に拡散性とは異なる部分を中心に記載。

### アーサー陣営
アーサー -剣術の城-
演 - 楠世蓮
本作の主人公のうちの一人で、エクスカリバーに選ばれた王の一人。
生真面目な性格で、正義感が強い。実在性では三人のアーサーはそれぞれ主人公と設定されているが、『拡散性ミリオンアーサー』でモードレッド、魔女モルゴース、ユリエンスが加入するルートはこの剣術の城のアーサーが主人公であるルート準拠のストーリー展開となっているため、主軸ストーリー上ではメインで描かれている事が多い。
公式イベントや『実在性ミリオンアーサー』のインタビューほか、スタッフ・キャストからの通称は「剣サー（けんさー）」。
フェイ
演 - 井之上史織
剣術の城のアーサーをサポートする妖精。3人のサポート妖精の中では丁寧口調で穏やかな性格をしている。スナック3姉妹ではランスロットと同伴で現れたのを剣術の城のアーサーに発見された際、剣術の城のアーサー本人の噂話をしていたため気まずくなり帰ってしまうなどの面も描かれている。『拡散性ミリオンアーサー』での露出が高い格好とは異なり、本作ではエレベーターガールのような青いワンピース姿に変更されている。
ランスロット
演 - 横田美紀
「湖」で造られた、アーサーの代では最古に当たる騎士。設定は『拡散性ミリオンアーサー』準拠で忠誠心が高い性格だが、スナック3姉妹には2日に1回は訪れているらしく、それを剣術の城のアーサーに発見されしどろもどろになったり、剣を鞘に入れず持ち歩いている事を指摘されるなど、気弱な弄られ役の面も追加されている。
アーサー -技巧の場-
演 - 藤嵜亜莉沙
本作の主人公のうちの一人で、エクスカリバーに選ばれた王の一人。
勝気な性格で、敵対する人物を「ちゃん」付けで煽るなど好戦的な部分もあるが、ツンデレな部分やクールな一面も持っている。スナック3姉妹ではツッコミや人をおちょくる役に徹しており、特にガウェインがその対象となっている。
他のアーサーと同様にスタッフやキャストからの通称は「技ーサー（ぎーさー）」。
リーフェ
演 - 村上友梨
技巧の場のアーサーをサポートする妖精。3人のサポート妖精の中では一番上のお姉さんらしい性格をしている。フェイと同様に『拡散性ミリオンアーサー』での露出が高い格好とは異なり、本作では青い衣装に変更されているが、こちらはキャラに合わせて若干セクシーな要素を残したものとなっている。
ガウェイン
演 - 風間亜季
「湖」で造られた、アーサーの代では最古に当たる騎士。粗っぽい性格と口調だが、技巧の場のアーサーを始め、スナック3姉妹ではよく弄られ言い返す事ができない不憫な一面もある。技巧の場のアーサーからは武器を「馬鹿みたいな鈍器」、鎧を「ふざけている」と言いたい放題に弄られる反面、ロットからは鎧のデザインが「カエルちゃん」と好評価を受けている。
アーサー -魔法の派-
演 - 水越朝弓
本作の主人公のうちの一人で、エクスカリバーに選ばれた王の一人。
温厚な性格だが気弱な面もあり、共に行動をするガラハッドやエルには頭が上がらない。『拡散性ミリオンアーサー』では緑色の衣装を着用しているが、本作ではグリーンバック撮影の都合でオリジナルとは異なる赤色の衣装にカラーチェンジしている。
Blu-ray BOXに付属するシリアルコード特典として『乖離性ミリオンアーサー』で使用できる「実在型アーサー 魔法の派」が実装されており、傭兵・盗賊・富豪・歌姫の4タイプが選択可能であった。イラストは実在性を準拠としたデザインとなっているが、「実在性カラー」という扱いであるため、ボイスは拡散性で魔法の派のアーサーの声優を務めている釘宮理恵が担当している。
他のアーサーと同様にスタッフやキャストからの通称は「魔ーサー（まーさー）」。
エル
演 - 白石光
魔法の派のアーサーをサポートする妖精。3人のサポート妖精の中では子供らしい容姿と性格をしている。アーサーの事は有能である事を認めている反面、都合の良い便利屋として使いっ走りをする面もある。フェイやリーフェと同様に『拡散性ミリオンアーサー』での露出が高い格好とは異なり、本作では青い衣装に変更されているが、こちらは若干元の形を残した短パンを着用している。
ガラハッド
演 - 柳ゆり菜
ランスロットの因子構造をベースに製造された騎士。『拡散性ミリオンアーサー』では「断絶の時代」に関するものを見ると性格が豹変してハイテンションで饒舌になる設定だが、実在性では常にクールで無機質な性格となっており、スナック3姉妹では衣装について弄られても平然と受け流している。
マーリン
演 - 夢眠ねむ
魔法使いの老翁。戦いの計画を立案し、表向きはアーサーたちに指示を送る参謀的な役割を担う。実在性の冒頭ナレーションにもあるように、本編の黒幕的存在である事が予め仄めかされている。本編では「マーリンのブリティアンジョークショー」のミニコーナーによる一人芝居コントも担当している。
グィネヴィア
演 - 田中美晴
ブリテン中央のカメリアド領を治める、円卓を管理する一族の王女。我が侭で高慢な性格である故に、ランスロットからは「いたいけな暴君」と評されているが、円卓に関する専門的な知識を持っている。『拡散性ミリオンアーサー』では暴力的な描写も多く描かれているが、実在性では口が悪い程度の描写のみとなっている。
ニムエ
演 - 佐藤麗奈
マーリンの命令によって活動する妖精。物語の後半からキーパーソンとなる人物の一人で、人間に近い妖精としてマーリンに生み出されたが、マーリンに対して恩義は感じていない。そのため、最初はアーサー達と敵対しており、一度倒されているが、後にマーリンの命令に背きマーリンを封印する手助けをし、モードレッドと共に行動をしているうちに彼を助けたいとも思うようになる。Britain Musicのコーナーでは歌唱しているが、スナック3姉妹などのコントには基本的に登場しない。
モードレッド
演 - ルウト
全アーサーとモルゴースの因子を掛け合わせて造られた騎士。自らを「生まれる前から裏切ることを設定された騎士」と認識しており、全てのアーサーの弱点を作り出す事ができるため、自分の元を訪れた剣術の城のアーサーにもそれを伝えるが、キャメロットが暴走した際の安全装置として、処断せずにあえて仲間として迎え入れられる。実在性では剣術の城のアーサー側と行動を共にしている。

### 対キャメロット勢力
ロット
演 - 綾那
11人の支配者の一人で、武力を重んじるオークニーの王。実質的に11人の支配者の中心人物で、2大派閥の長でもある。実在性では逆上したリエンスが仕組んだ放火によりオークニーの城が燃える中、魔法の派のアーサーと決闘し、自分には王の器が無かったと悟り敗北。その後は本筋のストーリー上に登場しないが、アーサー達と共闘するユリエンスと共に一枚絵に描かれている形式で存在している。スナック3姉妹では他のメンバーも交えて11人の支配者の決めポーズを練習しようとしていたり、ガウェンの鎧を「カエルちゃん」と気に入っている言動を見せるなど、お茶目な面も描写されている。
後述する「デジタルフォトアルバム」の購入特典として『乖離性ミリオンアーサー』で使用できる「実在型ロット」が実装されており、声も実在性と同じく綾那が新規収録で担当しているが、性別はドラマ本編とは設定が異なり「女性」となっている。
ユリエンス
演 - 市道真央
11人の支配者の一人で、魔法を重んじる魔法要塞ゴアの王。ロット王勢力とは対となる2大派閥の長。
当初はキャメロット側と敵対していたが、技巧の場のアーサーとの戦いで敗北。その後、ロットの敗北で11人の支配者側にいた兵士達をまとめて降伏し、アーサー達に協力する。『拡散性ミリオンアーサー』では「臣下を安全に降伏させる事を含めて面倒を見るのは敗軍した王の勤め」として自ら憎まれ役を買って出る形でアーサー側の味方に付くが、実在性ではその経緯はほぼカットされている。
魔法や古代文明に関する技術を好んでおり、モーガンと共に魔法兵器「ドラグーンファング」の研究をしている頭脳派。拡散性とは性格が少し異なり、実在性ではクールな性格となっている。また、極度の面倒臭がりという設定も追加されている反面、必要とされる事を悪く思っておらず、降伏後は自身がアーサーから必要とされている事に対して協力的である。
技巧の場のアーサーから付けられたあだ名は「ユリエンスちゃん」。ロット王からは服装を「水兵さん」と認識されている。
後述する「デジタルフォトアルバム」の購入特典として『乖離性ミリオンアーサー』で使用できる「実在型ユリエンス」が実装されており、声も実在性と同じく市道真央が新規収録で担当しているが、性別はドラマ本編とは設定が異なり「女性」となっている。
ブランデゴリス
演 - 近藤ゆき
11人の支配者の一人で、ストランゴルの王。『拡散性ミリオンアーサー』の本編ストーリーでは防衛戦のシーン以外の出番がないキャラクターであるが、拡散性とは異なり実在性では死後もリエンスと共にスナック3姉妹で衣装などを弄られる不憫な役回りで出番が追加されている。反面、先走って卑劣なやり方でキャメロットを妨害した事でロットの怒りを買い、切り捨てられて死亡する流れは拡散性のストーリー準拠のままとなっている。
技巧の場のアーサーから付けられたあだ名は「ブラちゃん」、ロット王からは服装を「指揮者」と認識されている。
リエンス
演 - 文山恵
どこの勢力にも属していない孤独な王。エクスカリバーを抜く事ができず、11人の支配者にも選ばれなかった事に劣等感を持ち、何かと11人の支配者に入ろうとロットに交渉をしてくるが、いつも門前払いにされていた。遂にはロットを逆恨みし、道連れにしようとオークニーの城に放火するが、この一連の流れは実在性の本編では紙芝居形式で簡易的に語られるのみとなっている。
スナック3姉妹の常連で、度々ヤケ酒を飲みに訪れるため、3姉妹からは気を使われており、モルゴースからは「リエンスちゃん」と呼ばれている。また、鎧や剣、髪型などが尖っている事を「無駄にとんがっている」などとロットを始めとした周りからよく弄られていたり、仲間外れにされるなど不憫な立ち位置。似たような立ち位置のブランデゴリスにシンパシーを抱くが、やはり冷たくあしらわれる。
『Britain Music Live』で「2代目11人の支配者」を襲名する事に成功するが、メンバーはリエンス一人のみである。
後述する『デジタルフォトアルバム』の購入特典として『乖離性ミリオンアーサー』で使用できる「実在型リエンス」が実装されており、声も実在性と同じく文山恵が新規収録で担当しているが、性別はドラマ本編とは設定が異なり「女性」となっている。
モルゴース
演 - 護あさな
3人の魔女の長女。因子の操作を得意としており、モードレッドを製造するなどアーサー勢力に対抗するため11人の支配者と結託している。エレイン、モーガンと共に騎士ゴルロイスと魔女イグレーンの娘であり、マーリンによる「戴冠作戦」がきっかけでアーサーよりも前の先代の王・ウーサーに父を殺され、3姉妹の人生を滅茶苦茶にされてしまったと語る。モーガンと意見が割れ仲違いになった際、拡散性では主人公に選んだアーサーと同行する事になるが、実在性では剣術の城のアーサーと対峙し、以降同行する事になる。
また、実在性ではエレイン、モーガンと共に「スナック3姉妹」というスナックをブリテン国内に開いており、常連の相談や悩み事を聞くなど「スナックのママ」として振る舞っている。
エレイン
演 - 加田穂乃華
3人の魔女の次女。変装が得意という設定だが、実在性では特に描かれておらず、密偵として暗躍している。
実在性ではモルゴース、モーガンと共に「スナック3姉妹」を経営しており「スナックのママ」の一人。グィネヴィアと「でしてよ」など口調が似通っている事を弄るような演出がされている。
モーガン
演 - 野口真緒
3人の魔女の三女。フルネームは「モーガン・ル・フェイ」。政治や社会的なダメージを狙うモルゴースやエレインとは異なり、回りくどいやり方を好まず直接命を狙う攻撃的な性格で、水や氷の攻撃が得意。魔法の研究を得意とする魔法要塞ゴアの王ユリエンスと手を組み、魔法兵器「ドラグーンファング」を完成させようとしているが、必要とあれば協力関係である11人の支配者達の抹殺も破壊も厭わない。そのため、他の姉達とは意見が分かれ仲違いしてしまい、拡散性と同じく彼女の一連の行動はキャメロット王国の終焉に関与する事となってしまう。このように、表面上はモルゴースやエレインとは違う残虐な思想を持っているが、共同で研究をしているユリエンスには冷たい言葉とは裏腹に巻き込む事を気にする言動なども見られ、内面的には子供らしい一面なども持ち合わせている。
実在性ではモルゴース、エレインと共に「スナック3姉妹」を経営しており、常連客からは「モーガンママ」とも呼ばれている。また、スナック3姉妹の中のみ本編ストーリーとは性格が若干異なり、口調は荒いままであるものの面倒見の良いスナックのママをしている。

### その他
兵士
演 - 大口与枝
テレビで「MNSミリオン・ニュース」を視聴しているラーメン屋の店主。冒頭と番組最後にのみ登場し、実在性ミリオンアーサーのドラマパートはこの兵士が視聴しているテレビ番組という演出になっている。そのため、他の登場人物とは別の世界線にいる事が仄めかされており、『Britain Music Live』では「ラーメン屋から時空を超えて応援に駆け付けた一般兵」という設定で登場している。

## 作中用語
この項目では本作独自の設定がある用語のみ記載。原作ゲームと同様の基本的な作中用語に関しては『拡散性ミリオンアーサー』を参照。
UTSUWA（うつわ）
1話の劇中歌として登場。アーサーだけが許された「王の器」と同等の意味であるが、UTSUWAのみローマ字表記である。また、「とっても大きい」「東京ドームで何個分？」など具体的な事が描かれていなかった事から、その汎用性で話題を呼び、アニメ流行語大賞2014では第10位にランクイン。また、本作の代名詞と称され「UTSUWAをキメる」などの言葉も誕生した。
Britain Music（ブリテン・ミュージック）
ドラマパートで毎回挟まれるライブ形式の歌謡パート。同じスタッフが手掛けた『戦国鍋TV 〜なんとなく歴史が学べる映像〜』の「MUSIC TONIGHT」と同様に、曲名と歌う人物（キャラクター名）のテロップが表示され、他のメンバーは雛壇芸人のように背景で合いの手を送る演出を用いている。例外として、24話「最終決戦（中）」のみBritain Musicのコーナーはない。
話数ごとに使用された楽曲の詳細については #各話リスト を参照。
スナック3姉妹
モルゴース、モーガン、エレインの3人の魔女が経営しているスナック。戦国鍋TVの「うつけバーNOBU」と同じ形式のコントパートで、本作では4話、10話、16話に登場し、本編のストーリーとは異なる箸休め回の構成となっている。
11人の支配者
主にロット、ユリエンスの2大派閥を中心とし、ブランデゴリスを加えた11人からなる組織。『拡散性ミリオンアーサー』と同様の設定だが、拡散性では本編会話のテキスト上でのみ他の人物の名前だけ仄めかされていたのに対し、実在性ではBritain Musicの「そんなの絶対認めない！」の歌詞より「私たち11人の支配者は、今日は3人しかいない」のフリーズがあったり、スナック3姉妹の1シーンでも「3人揃って11人の支配者」が決め台詞として扱われているなど、他の人物の名前に関しては触れられていない。一方で、ユリエンスがアーサー達に降伏するシーンの一枚絵では他の11人の支配者らしきシルエットのみ確認できる。

## スタッフ
- 製作 - 松田洋祐、大屋高志、岩崎拓矢、三宅容介、男全修二
- 原作 - 「拡散性ミリオンアーサー」（株式会社スクウェア・エニックス)
- 脚本 - 熊本浩武、オークラ、土屋亮一
- プロデューサー - 広野啓、清水憲忠、広瀬基樹、折原和弘、岡本純一
- 制作プロデューサー - 福井真奈
- ラインプロデューサー - 内山亮
- アソシエイトプロデューサー - 椎名崇徳、新見大輔、大竹直史、尾塚敬宣、荒川亮、岡本愛子、松野明日香、田島優
- 助監督 - 伊藤良一、作野良輔
- 撮影 - ふじもと光明、島根義明、大畑正人、三好隆太
- 照明 - 江川斉
- 録音 - 高島良太、日高成幸
- 美術 - 佐藤康
- 衣装 - 梅森充
- スタイリスト - 吉田実穂
- メイク - リョータ、高橋雅子
- ウイッグ - 松下よし子、蔦谷いずみ
- 特殊造形監督 - 奥山友太
- EED - 大西秀明、家村亜由美
- MA - 工藤雄生
- 選曲 - 石川良則
- 効果 - 佐藤秀国
- レコーディングエンジニア - 秋窪博一
- VFXスーパーバイザー - 鹿角剛
- 3DCGモデルプロデューサー - 関谷マコト
- アクション監督 -　新上博巳
- 振付 - 山城陽子
- オープニング曲 - 奥村愛子
- 劇中曲作曲 - 奥村愛子、福田裕彦、カンケ、藤末樹、大竹創作
- 劇中イラスト・デザイン - ニイルセン、金子大悟、三村堅一
- プロデュース・世界観監修 - 岩野弘明
- ナレーション - 銀河万丈、清川元夢、沢田敏子、清水秀光、脇坂京子
- 制作協力 - LOVE&POP、ワンダーヘッド
- 制作プロダクション - ILCA
- エグゼクティブ・プロデューサー - 安藤武博
- 演出 - 住田崇
- 企画・製作 - 実在性ミリオンアーサー製作委員会（tvk、テレ玉、KBS京都、サンテレ、スクウェア・エニックス、フィールズ、ILCA、ポニーキャニオン）

## 主題歌
エンディングテーマ
「悲しみキャリブレーション」
歌 - 妄想キャリブレーション / 作詞 - 利根川貴之 / 作曲 - 利根川貴之、坂和也 / 編曲 - 坂和也、Wicky.Recordings

## 各話リスト
※サブタイトル下部（）内は「予告譚（嘘予告）」でのサブタイトル。
| 話数 | サブタイトル                                                  | Britain Music | ミニコーナー                         |
| ---- | ------------------------------------------------------------- | --- | ------------------------------------ |
| #1   | カメリアド救国 （予告譚なし）                                 | 「王のUTSUWA」 歌：アーサー＆ランスロット                                                                           | マーリンのブリティアンジョークショー |
| #2   | 11人の支配者 （グィネヴィア、女優になる）                     | 「そんなの絶対認めない！」 歌：ロット＆ユリエンス＆ブランデゴリス                                                   | -                                    |
| #3   | モードレッド討伐 （ブリテン山の犬魔王）                       | 「夢見て生きなきゃ王じゃない」 歌：アーサー＆モードレッド                                                           | ブリテン昔話                         |
| #4   | 武器と鎧 （予告譚なし）                                       | 「魔女酒場」 歌：モルゴース＆エレイン＆モーガン                                                                     | -                                    |
| #5   | ブランデゴリスの妨害 （初がつおと婿養子）                     | 「あきらめてブランデゴリス」 歌：アーサー＆ガウェイン                                                               | マーリンのブリティアンジョークショー |
| #6   | ユリエンスの企み （血染めのフルスイング）                     | 「魔法があればメンドクサクナイ」 歌：ユリエンス                                                                     | MNSミリオン・ニュース                |
| #7   | モーガンの狙い （不思議の要塞のアーサー）                     | 「破壊こそが生きがい」 歌：モーガン＆アーサー                                                                       | マーリンのブリティアンジョークショー |
| #8   | 魔女モルゴース （唸れ!悲劇の右ストレート）                    | 「俺たちツートップ」 歌：アーサー＆ガラハッド                                                                       | アーサーみたいにツッコもう           |
| #9   | ロット王との決着 （親権、最後の選択）                         | 「決めてよGood Choice」 歌：アーサー＆ガラハッド＆ロット                                                            | ブリテン昔話                         |
| #10  | 仲間が欲しい （予告譚なし）                                   | 「11人にJealousy」 歌：リエンス                                                                                     | -                                    |
| #11  | マーリン捜索 （キャメロット城の七不思議）                     | 「私たちの人生滅茶苦茶よ」 歌：エレイン＆モルゴース＆モーガン                                                       | アーサーみたいにツッコもう           |
| #12  | マーリンの狙い （決死のイリュージョン）                       | 「選ばれた人選ばれない人」 歌：マーリン                                                                             | -                                    |
| #13  | マーリン阻止へ （死神のルーチンワーク）                       | 「ニムエのワルツ」 歌：ニムエ                                                                                       | ぼくらのニムエちゃん！               |
| #14  | ホワイトワイバーン迎撃 （我レ、奇襲ニ成功セリ）               | 「必要とされるって悪くねえ」 歌：ユリエンス コーラス：フェイ                                                        | アーサーみたいにツッコもう           |
| #15  | マーリンとの戦闘 （新入部員は天才老人）                       | 「全て俺のひとりよがり」 歌：アーサー＆マーリン                                                                     | -                                    |
| #16  | 足りないもの （予告譚なし）                                   | 「黒いグィネヴィア王女」 歌：グィネヴィア 「LONELY KNIGHT」 歌：ランスロット＆モードレッド                          | -                                    |
| #17  | 電波塔破壊作戦 （戦場に降るアヴァ汁ぶっしゃー！）             | 「アヴァロン電波塔問題」 歌：剣サー＆魔ーサー                                                                       | マーリンのブリティアンジョークショー |
| #18  | アヴァロン停止 （アンテナなんていいじゃない。ブリテンだもの） | 「Clashアヴァロン？ Stealアヴァロン？」 歌：剣サー＆技ーサー                                                        | ブリテン昔話                         |
| #19  | 魔女との結託 （初めての女子更衣室）                           | 「阻止しなければ」 歌：技ーサー＆魔ーサー                                                                           | MNSミリオン・ニュース                |
| #20  | グィネヴィアの奪還 （逆イカサマ返し破れたり）                 | 「決めつけないでYoみんな」 歌：魔ーサー＆ガラハッド＆剣サー＆ランスロット                                           | ブリテン昔話                         |
| #21  | ランスロットの真実 （失言騒動と不倫スキャンダル）             | 「三大勢力にらみ合い」 歌：剣サー＆技ーサー＆魔ーサー                                                               | -                                    |
| #22  | モードレッドの反乱 （#22億飛んで8千三百兆×0.5話『※◎△×√☆&』）  | 「どうする？ニムエとモードレッド」 歌：ニムエ＆モードレッド                                                         | -                                    |
| #23  | 最終決戦（前） （お買得の掘り出し物）                         | 「どうする？ニムエとモードレッド」 歌：ニムエ＆モードレッド 「たいへんっていいたいへん」 歌：フェイ＆リーフェ＆エル | -                                    |
| #24  | 最終決戦（中） （24th WEEK LOVE GRADUATION）                  | - | -                                    |
| #25  | 最終決戦（後） （少女たちは夢を纏いながら何を魅せる？）       | 「ぼくらはブリテンの子供たち」 歌：ブリテンオールスターズ                                                           | -                                    |

## 放送局
| 放送地域 | 放送局       | 放送期間                      | 放送日時                                    | 放送系列 | 備考           |
| -------- | ------------ | ----------------------------- | ------------------------------------------- | -------- | -------------- |
| 神奈川県 | tvk          | 2014年10月3日 - 2015年3月27日 | 土曜日未明 1:00 - 1:15 (金曜 25:00 - 25:15) | 独立局   | 製作委員会参加 |
| 京都府   | KBS京都      | 2014年10月3日 - 2015年3月27日 | 土曜日未明 1:00 - 1:15 (金曜 25:00 - 25:15) | 独立局   | 製作委員会参加 |
| 埼玉県   | テレ玉       | 2014年10月4日 - 2015年3月28日 | 土曜 23:30 - 23:45                          | 独立局   | 製作委員会参加 |
| 兵庫県   | サンテレビ   | 2014年10月5日 - 2015年3月29日 | 日曜 22:30 - 22:45                          | 独立局   | 製作委員会参加 |
| 栃木県   | とちぎテレビ | 2014年11月1日 - 2015年5月16日 | 土曜 21:15 - 21:30                          | 独立局   |                |

### インターネット配信
| 配信サイト     | 期間                           | 配信日時           | 備考            |
| -------------- | ------------------------------ | ------------------ | --------------- |
| ニコニコ生放送 | 2014年10月3日 - 2015年3月27日  | 金曜 25:15 - 25:30 |                 |
| ニコニコ動画   | 2014年10月3日 - 2015年3月27日  | 金曜 25:30 更新    | 最新話1週間無料 |
| 楽天SHOWTIME   | 2014年10月3日 - 2015年3月27日  | 金曜 25:30 更新    | 最新話1週間無料 |
| GYAO!          | 2014年10月3日 - 2015年3月27日  | 金曜 25:30 更新    | 最新話1週間無料 |
| DMM.com        | 2014年10月3日 - 2015年3月27日  | 金曜 25:30 更新    | 最新話1週間無料 |
| Video Market   | 2014年10月3日 - 2015年3月27日  | 金曜 25:30 更新    | 最新話1週間無料 |
| TSUTAYA TV     | 2014年10月10日 - 2015年4月3日  | 金曜 25:30 更新    | 最新話1週間無料 |
| ムービーフル   | 2014年10月10日 - 2015年4月3日  | 金曜 25:30 更新    | 最新話1週間無料 |
| MOVIE FULL+    | 2014年10月10日 - 2015年4月3日  | 金曜 25:30 更新    | 最新話1週間無料 |
| OnGenムービー  | 2014年10月10日 - 2015年4月3日  | 金曜 25:30 更新    | 最新話1週間無料 |
| U-NEXT         | 2014年10月24日 - 2015年4月17日 | 金曜 25:30 更新    | 最新話1週間無料 |

## 関連商品

### BD / DVD
Blu-ray BOX
| 巻 | 発売日       | 収録話         | 規格品番   |
| -- | ------------ | -------------- | ---------- |
| 1  | 2015年4月2日 | 第1話 - 第25話 | PCXG-60063 |

DVD
| 巻 | 発売日         | 収録話          | 規格品番   |
| -- | -------------- | --------------- | ---------- |
| 1  | 2014年12月26日 | 第1話 - 第6話   | PCBG-52417 |
| 2  | 2015年2月4日   | 第7話 - 第12話  | PCBG-52418 |
| 3  | 2015年3月4日   | 第13話 - 第18話 | PCBG-52419 |
| 4  | 2015年4月2日   | 第19話 - 第25話 | PCBG-52420 |

ライブイベントDVD
| 発売日        | タイトル                                            | 規格品番   |
| ------------- | --------------------------------------------------- | ---------- |
| 2015年8月19日 | 実在性ミリオンアーサー 2015.5.24 Britain Music Live | PCBP-52389 |

### CD
| 発売日        | タイトル                                   | 規格品番 |
| ------------- | ------------------------------------------ | -------- |
| 2015年3月18日 | 実在性ミリオンアーサー Britain Music VOL.1 | PCCR-617 |
| 2015年4月2日  | 実在性ミリオンアーサー Britain Music VOL.2 | PCCR-618 |

## デジタルフォトアルバム
2015年3月28日-2015年9月30日の期間限定で『実在性ミリオンアーサー デジタルフォトアルバム』としてデジタルフォトアルバムアプリが配信された。
『乖離性ミリオンアーサー』とのコラボ企画も実施され、乖離性ミリオンアーサーで使用できる「実在型リエンス」、「実在型ユリエンス」、「実在型ロット」の限定SRカードが登場。容姿や設定などは実在性ミリオンアーサーの方を基準としているが、性別は役者準拠で全員女性キャラクターとなっている。また、リエンス、ユリエンス、ロットの各キャラクターの声は実在性ミリオンアーサーのキャストである文山恵、市道真央、綾那が新規収録している。